# 佐倉運輸区
佐倉運輸区（さくらうんゆく）は、千葉県佐倉市にかつて存在した東日本旅客鉄道（JR東日本）千葉支社の運転士・車掌が所属する組織。2024年3月15日限りで廃止し、現在は成田統括センター佐倉乗務ユニット。

## 概要
成田車掌区（車掌）および銚子運転区（運転士）の廃止に伴い、2012年（平成24年）5月19日に新設された。総武本線の佐倉駅に隣接している。
- 所在地：千葉県佐倉市六崎234-2[1]
- 建物：5階建て[1]
- 延床面積：2,070m2[1]
- 社員数：約210名[1]
- 主な担当線区：総武快速線、総武本線、成田線、鹿島線[1]

## 乗務範囲

### 運転士
- 総武快速線：東京 - 千葉間[1]
- 総武本線：千葉 - 銚子間[1]
- 成田線：佐倉 - 成田空港・松岸間[1]
- 鹿島線：香取 - 鹿島サッカースタジアム間[1]

### 車掌
- 総武快速線：東京 - 千葉間[1]
- 総武本線：千葉 - 銚子間[1]
- 成田線：佐倉 - 成田空港・松岸間[1]
- 鹿島線：香取 - 鹿島サッカースタジアム間[1]
- 横須賀線：東京 - 品川間（成田エクスプレス）
- 山手貨物線：品川 - 池袋間（成田エクスプレス）
- 中央・総武緩行線：錦糸町 - 御茶ノ水間（新宿わかしお、新宿さざなみ、ホームライナー千葉など）
- 中央線快速：御茶ノ水 - 新宿間（新宿わかしお、新宿さざなみ、ホームライナー千葉など）

## 歴史
- 2012年（平成24年）5月19日：発足
- 2024年（令和6年）3月16日：成田統括センターと統合し、当区は廃止。

。